# 뉴스플러스 암니옴니
뉴스플러스 암니옴니는 2005년 2월 18일부터 2006년 5월 11일까지 MBC에서 방영된 미디어 비평 프로그램이다. 신강균의 뉴스 서비스 사실은의 후속 프로그램으로 방영되었다.

## 역대 방송시간
- 2005년 2월 18일 ~ 2005년 4월 24일 : 매일 밤 11시 45분
- 2005년 4월 25일 ~ 2006년 3월 5일 : 매일 밤 10시 55분
- 2006년 3월 6일 ~ 2006년 5월 11일 : 매일 밤 11시 5분

## 코너 목록
- 뉴스 프리즘
- 뉴스 A/S
- 미디어 광장

## 같이 보기
- 후 플러스
- 탐사기획 스트레이트

| MBC TV 금요일 밤 11시대 프로그램                    | MBC TV 금요일 밤 11시대 프로그램           | MBC TV 금요일 밤 11시대 프로그램 |
| 이전 작품                                           | 작품명                                     | 다음 작품                        |
| --------------------------------------------------- | ------------------------------------------ | -------------------------------- |
| 신강균의 뉴스 서비스 사실은 (2003.11.14 ~ 2005.1.7) | 뉴스플러스 암니옴니 (2005.4.29 ~ 2006.3.3) | 개그야 (2006.3.10 ~ 2006.6.2)    |
| MBC TV 목요일 밤 11시대 프로그램                    |                                            |                                  |
| 개그야 (2006.2.16 ~ 2006.2.23)                      | 뉴스플러스 암니옴니 (2006.3.9 ~ 2006.5.11) | 뉴스후 (2006.6.29 ~ 2010.10.7)   |